# Cerdistus flavimystaceus
Cerdistus flavimystaceus là một loài ruồi trong họ Asilidae. Cerdistus flavimystaceus được Macquart miêu tả năm 1850.